# 이케아 세대
이케아 세대는 교육 수준이 높고 스펙이 뛰어나지만, 불안정한 고용으로 미래를 계획하기 힘든 78년생 전후의 세대이다. 가격 대비 좋은 품질의 가구 상표인 이케아에 빗대어 이르는 말이다.